# Quincy (Massachusetts)
Quincy város az USA Massachusetts államában. Lakosainak száma 101 636 fő (2020. április 1.).  Nevét John Quincy Adamsról kapta, aki haláláig itt élt.

## Népesség
A település népességének változása:

| 2010 | 92 271  |
| 2020 | 101 636 |